# فتحي التريكي
فتحي التريكي (30 ماي 1947 -) مفكر وفيلسوف تونسي حصل على دكتوراه في الفلسفة السياسية من جامعة السوربون بباريس وعلى دكتوراه الدولة في الفلسفة من كلية العلوم الإنسانية والاجتماعية بتونس. ويعمل أستاذ كرسي اليونيسكو للفلسفة بجامعة تونس. ساهم صحبة جاك دريدا في اقتراح فلسفة التعايش والتعقلية واقترح أيضا فكرة تقاسم الكونية.

## النشأة والمسيرة
شغل منصب عميد كلية الآداب والعلوم الانسانية بصفاقس من 1990 إلى 1996 وعُين في كرسي اليونسكو للفلسفة بالوطن العربي في 1997. ثم عمل أستاذا زائرا بجامعة ديوك بالولايات المتحدة في 1999 وبجامعة باريس 8 في فترات متباعدة زمنيا سنتي 2000 و2007. وألف 28 كتابا.

## من مؤلفاته
- أفلاطون والديالكتيكية عام 1986
- الفلاسفة والحرب (بالفرنسية) 1985
- قراءات في فلسفة التنوع 1988
- الروح التاريخية في الخضارة العربية الإسلامية 1991
- الفلسفة الشريدة 1988
- فلسفة الحداثة 1992
- مقاربات حول تاريخ العلوم العربية 1996
- استراتيجية الهوية 1997- فلسفة العيش سوياً 1998
- العقل والحرية 1998

## وصلات خارجية
- الموقع الرسمي